# Humor de flatulencia

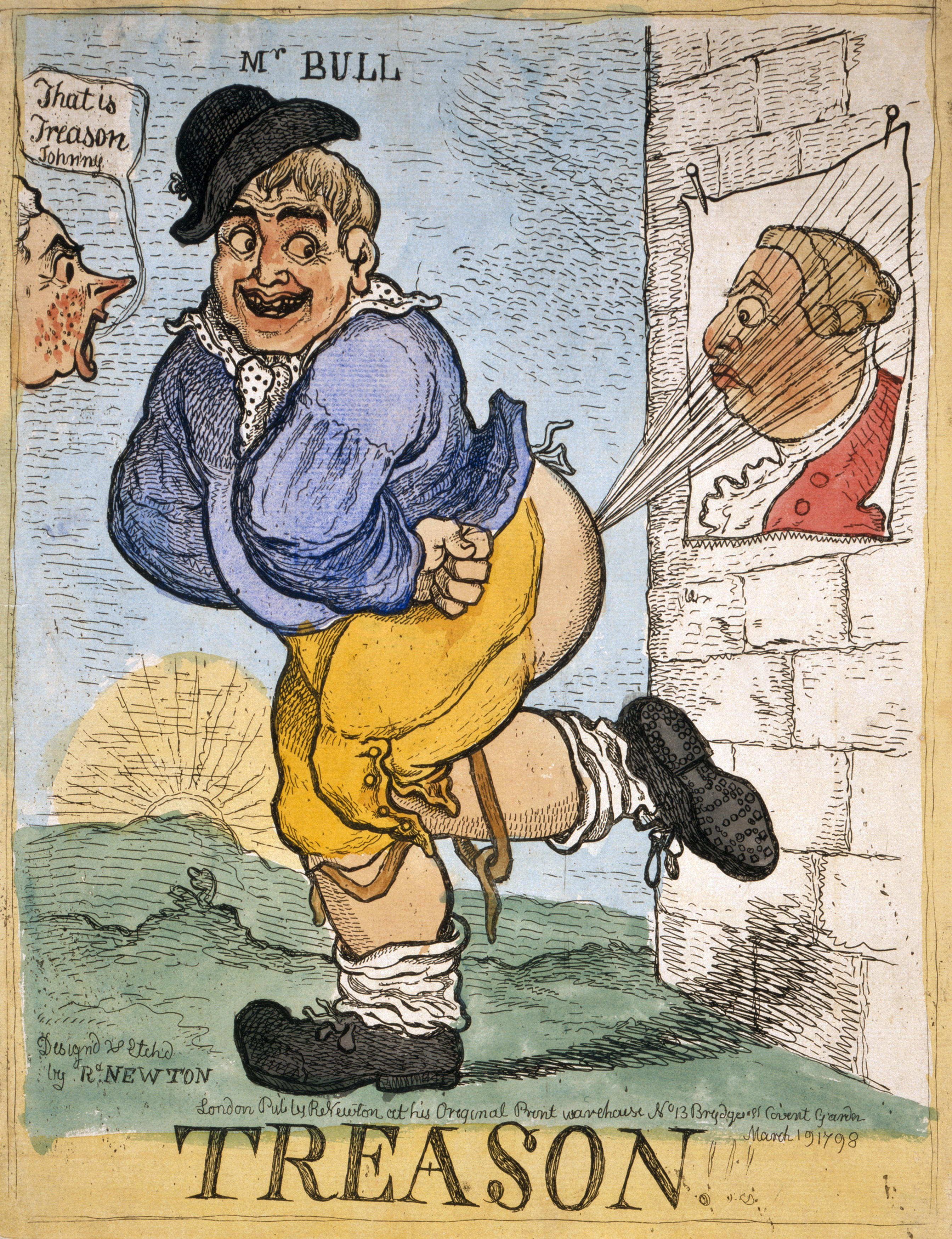
Tirarse pedos de buen humor, 1798

El humor de flatulencia se refiere a cualquier tipo de broma, dispositivo de broma práctica u otro humor subido de tono relacionado con la flatulencia.

## Historia
Aunque es probable que el humor de flatulencia se haya considerado durante mucho tiempo divertido en culturas que consideran descortés peerse en público, este tipo de bromas rara vez se registran. Se ha sugerido que uno de los chistes más antiguos registrados fue un chiste sobre flatulencias de los sumerios que data de 1900 a. C. Dos textos tempranos importantes son las obras de teatro del siglo V a. C. Los caballeros y las nubes, ambas de Aristófanes, que contienen numerosos chistes sobre pedos. Otro ejemplo de la época clásica apareció en Apocolocyntosis o The Pumpkinification of Claudius, una sátira atribuida a Séneca sobre el emperador romano tardío:

De inmediato hizo burbujear el fantasma, y esa sombra de vida tuvo su fin ... Las últimas palabras que se le escuchó decir en este mundo fueron estas. Cuando hubo hecho un gran ruido con ese extremo de él que hablaba con más facilidad, gritó: "¡Dios mío, oh Dios! Creo que me he hecho un lío".

Más tarde explica que llegó al más allá con una cita de Homero⁣:
 

"Las brisas me llevaron desde Ilion a la tierra de Ciconian".

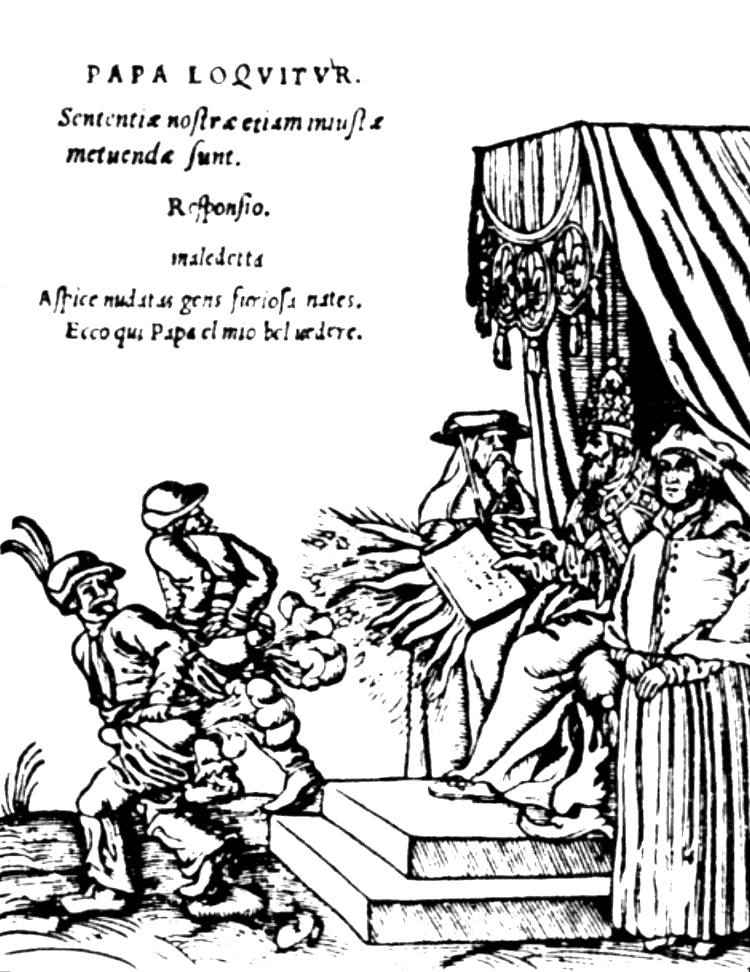
De una serie de woodcuts (1545) normalmente referido a como el Papstspotbilder o Papstspottbilder, por Lucas Cranach, encargado por Martin Luther. Título: Dando un beso los pies del Papa. Los campesinos alemanes responden a un papal toro de Papa Paul III. Caption Lee: “no nos asusta Papa, con vuestra prohibición, y no es un hombre tan furioso. De lo contrario, nos daremos la vuelta y le mostraremos las nalgas.

El arqueólogo Warwick Ball afirma que el emperador romano Heliogábalo gastaba bromas pesadas a sus invitados, empleando un dispositivo similar a un cojín en las cenas.
En las Las mil y una noches, una historia se titula:”El pedo histórico”. Cuenta que un hombre huye de su país por la pura vergüenza de tirarse un pedo en su boda, solo para regresar diez años después para descubrir que su pedo se había vuelto tan famoso, que la gente usaba el aniversario de su ocurrencia para fechar otros eventos. Al enterarse de esto, exclamó: “¡En verdad, mi pedo se ha convertido en una cita! ¡Será recordado para siempre!" Su vergüenza es tan grande que regresa al exilio en la India.
En una línea similar, Breve vida de John Aubrey relata la vida de Edward de Vere, decimoséptimo conde de Oxford que: “El conde de Oxford, haciendo una reverencia a la reina Isabel, dejó escapar un pedo, ante lo cual estaba tan avergonzado que se fue de Travell por 7 años. A su regreso a casa, la Reina lo saludó, supuestamente diciendo “Mi Señor, me había olvidado del pedo”.
Uno de los incidentes de flatulencia más célebres en la literatura inglesa primitiva se encuentra en The Miller's Tale de Geoffrey Chaucer, que data del siglo XIV; The Summoner's Tale tiene otro. En el primero, el personaje Nicholas saca las nalgas por una ventana por la noche y humilla a su rival Absolom tirándose un pedo en la cara. Pero Absolom se venga metiendo una hoja de arado al rojo vivo entre las mejillas de Nicholas.
 

"Sing, sweet bird, I kneen nat where thou art!"

This Nicholas anon let fle a fart

As greet as it had been a thonder-dent

That with the strook he was almost yblent (blinded)

And he was ready with iron hoot

And Nicholas ammyd the ers he smoot.

El libro de bromas en latín medieval Facetiae incluye seis cuentos sobre los pedos.
Los cuentos de François Rabelais sobre Gargantúa y Pantagruel están cargados de actos de flatulencia. En el capítulo XXVII del segundo libro, el gigante Pantagruel suelta un pedo que "hizo temblar la tierra a veintinueve millas a la redonda, y el aire fétido que expulsó creó a más de cincuenta y tres mil hombres diminutos, enanos y criaturas de la Tierra. Luego emitió un pedo gordo y húmedo que se convirtió en muchas mujeres diminutas encorvadas".
Las obras de William Shakespeare incluyen varias referencias humorísticas a la flatulencia, incluidas las siguientes de Othello :

CLOWN: Are these, I pray you, wind instruments?

FIRST MUSICIAN: Ay marry are they, sir.

CLOWN: O, thereby hangs a tail.

FIRST MUSICIAN: Whereby hangs a tail, sir?

CLOWN: Marry, sir, by many a wind instrument that I know.

Benjamin Franklin, en su carta abierta " A la Royal Academy of Farting ", propone satíricamente que convertir los pedos en una forma más agradable a través de la ciencia debería ser un hito de la Royal Academy. 
En 1601 de Mark Twain, debidamente nombrado en  [ Date: 1601.] Conversation, como en la charla social, en la época de los Tudor, un copero de la corte que es diarista informa:
 

En el calor de su conversación, se sintió que uno rompió el viento, produciendo un hedor muy fuerte y angustioso, del cual todos se rieron a carcajadas.

La Reina pregunta cuál es la fuente y recibe varias respuestas. Lady Alice dice:
 

Dios santo, y tuve lugar para semejante rayo de trueno en mis entrañas ancestrales, no es por eso que pudiera descargarlos a ustedes y vivir para agradecer a Dios porque eligió a una sierva tan humilde para mostrar su poder. No, no es que yo haya traído esta rica niebla que domina, esta fragante penumbra, así que ruega que busques más".

En el siglo XVI el escritor español Francisco de Quevedo escribe una poesía sobre flatulencias llamada: "Poesia al pedo", dentro de su libro: “La vida del Buscón":

Alguien me pregunto un día

¿Qué es un pedo?

y yo le conteste muy quedo:

el pedo es un pedo,

con cuerpo de aire y corazón de viento

el pedo es como un alma en pena

que a veces sopla, que a veces truena

es como el agua que se desliza

con mucha fuerza, con mucha prisa.

El pedo es como la nube que va volando

y por donde pasa va fumigando,

el pedo es vida, el pedo es muerte

y tiene algo que nos divierte;

el pedo gime, el pedo llora

el pedo es aire, el pedo es ruido

y a veces sale por un descuido

el pedo es fuerte, es imponente

pues se los tira toda la gente.

En este mundo un pedo es vida

porque hasta el Papa bien se lo tira

hay pedos cultos e ignorantes

los hay adultos, también infantes,

hay pedos gordos, hay pedos flacos,

según el diámetro de los tacos

hay pedos tristes, los hay risueños

según el gusto que tiene el dueño

Si un día algún pedo toca tu puerta

no se la cierres, déjala abierta

deja que sople, deja que gire

a ver si hay alguien que lo respire.

También los pedos son educados

pues se los tiran los licenciados,

el pedo tiene algo monstruoso

pues si lo aguantas te lleva al pozo

este poema se ha terminado

con tanto pedo que me he tirado. 

En el primer capítulo de Moby Dick, el narrador afirma:
 

... Siempre me hago a la mar como marinero, por el sano ejercicio y el aire puro de la cubierta de proa del castillo. Porque, como en este mundo, los vientos en contra son mucho más frecuentes que los vientos de popa (es decir, si nunca violas la máxima pitagórica) ...

## Galería de obras de arte medievales sobre flatulencia
Estas imágenes proceden de manuscritos medievales de los siglos XIII y XIV.

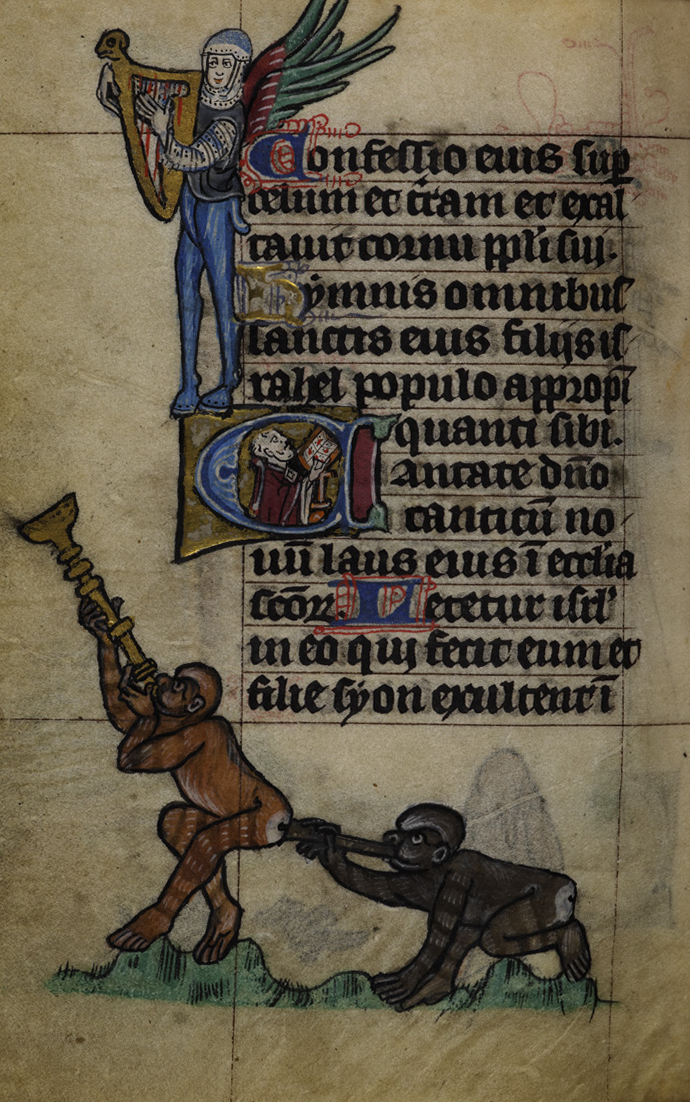
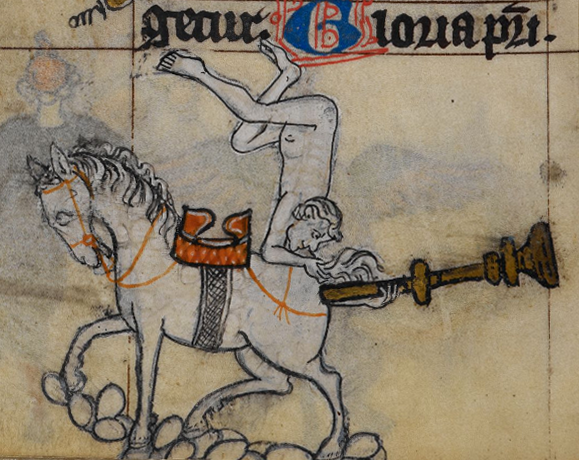
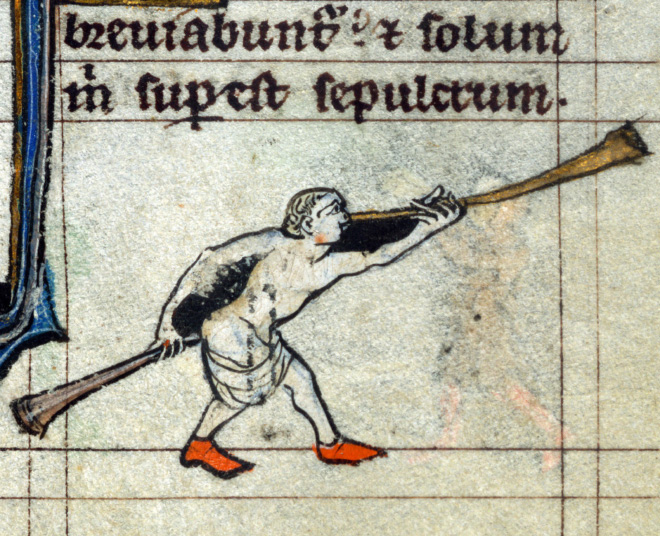
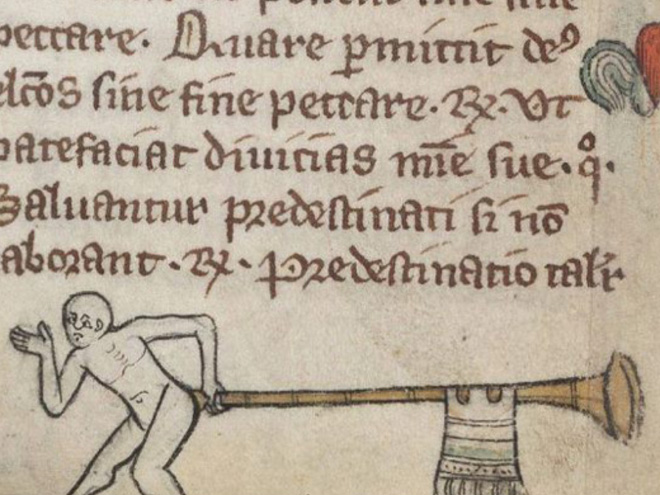
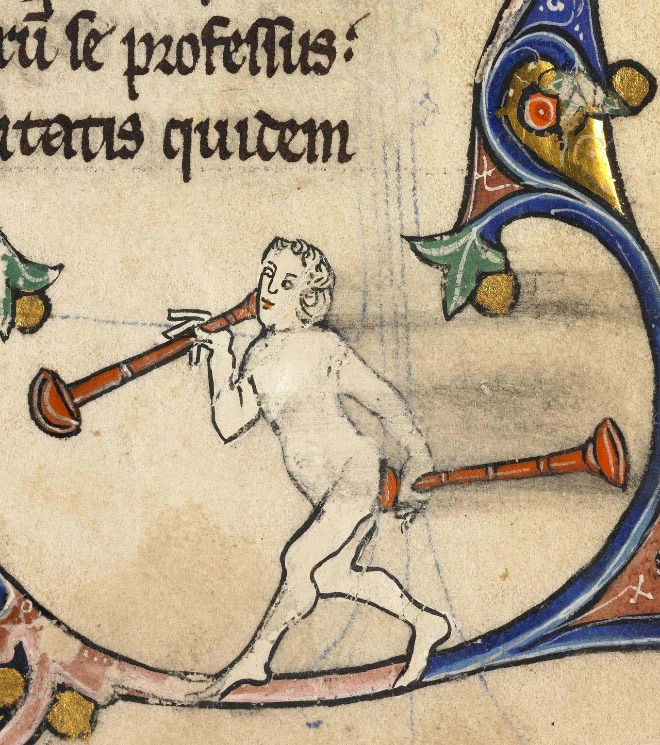
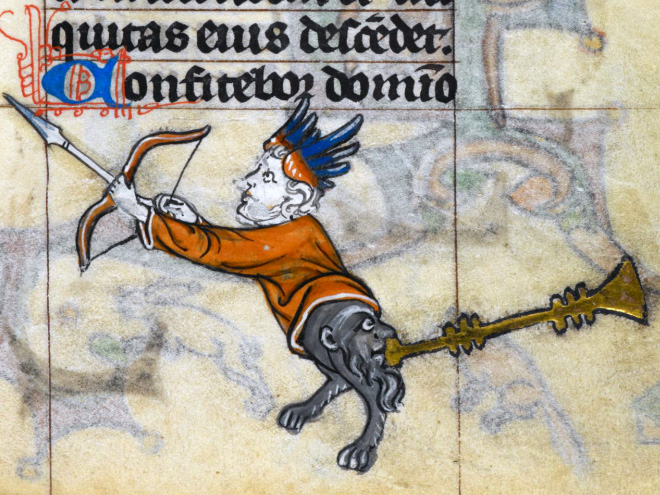
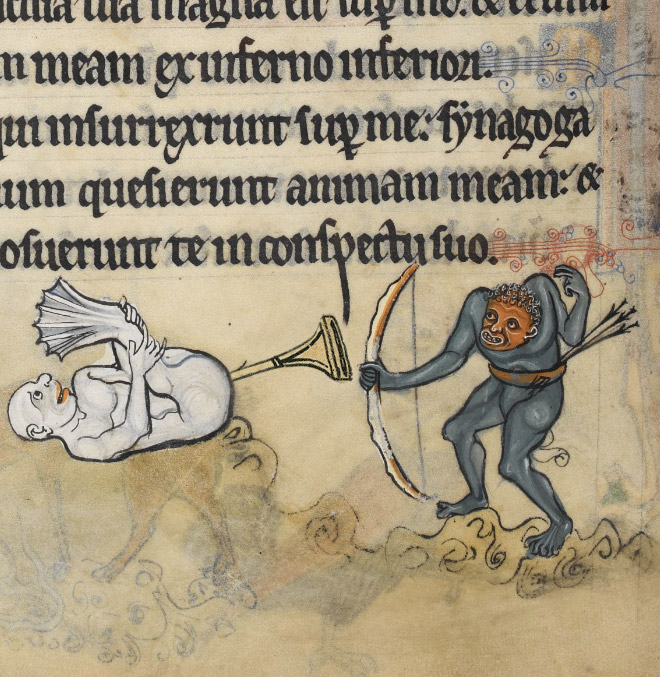

## Declaraciones inculpatorias
La obtención de un pedo implica un ritual de asignación que a veces toma la forma de un juego de rimas. Estos se utilizan con frecuencia para disuadir a otros de mencionar el pedo o para convertir la vergüenza de tirarse un pedo en un tema placentero. El truco consiste en echarle la culpa a otra persona, a menudo mediante el engaño, o utilizando un juego de rimas de ida y vuelta que incluye frases como las siguientes:
- El que lo declaró lo hizo sonar.
- El que lo observó lo sirvió.
- El que lo detectó lo expulsó.
- El que lo rechazó lo respetó.
- El que lo olió, lo repartió.
- El que cantó la canción hizo el pong.
- El que lo negó lo suministró.
- El que dijo la rima cometió el crimen.
- El que acusa sopló las mechas.
- El que señaló con el dedo apretó el gatillo.
- Aquel que lo articuló lo participó.
- El que lo introdujo lo produjo.
- El que inculpó promulgó.
- El que lo dedujo lo produjo.
- El que era un sabelotodo tiene un culo de pedos.
- El que lo olió lo lleva debajo.
- Aquel que lo elogió lo aerosolizó.
- Aquel que lo sintió lo dispensó.
- El que lo golpeó lo rompió.
- El que lo vigilaba lo soltó.
- Quien lo refuta, lo corta.
- Quien dijo el rap hizo la mierda.
- Quienquiera que tuviera la sonrisa hizo el trabajo.
- Quien lo habló lo rompió.
- Quien lo pidió lo gaseó.
- Quien lo inició se tiró un pedo.
- Quien lo explicó lo ordenó.
- Quien lo pensó lo apestaba.
- Quien chilla se esconde.
- Quien pensó que lo trajo.
- Quienquiera que haya hecho la llamada nos gaseó a todos.
- Quien lo hizo circular lo perpetró.
- Quienquiera que haya hablado por última vez desencadenó la explosión.
- El que huele es el talador.
- El que dijo el versículo solo empeoró la atmósfera.
- Quien se esté burlando es la pistola humeante.
- Fue el pensador quien aflojó su esfínter.
- El que dijo las palabras hizo las cagadas.
- Quien hizo el ceño fruncido puso el marrón.
- Quienquiera que haya hecho la broma, dejó que se rompiera.
- Autoinforme.
- Etc.

Asignar la culpa a otro puede ser contraproducente: una broma sobre la realeza hace que la Reina emite flatulencias y luego, al pasar a una página cercana, exclama: "¡Arthur, detén eso!" La página responde: "Sí, Su Majestad. ¿En qué dirección se fue? "

## Bromas
El Dutch oven es un término del argot para acostarse en la cama con otra persona y tirar de las mantas sobre la cabeza de la persona mientras se tira una flatulencia, creando así una situación desagradable en un espacio cerrado. Esto se hace como una broma o por accidente a la pareja que duerme. El libro El alfabeto de la virilidad analiza el Dutch oven y un fenómeno al que se refiere como la "sorpresa del Dutch oven", que "sucede si lo fuerzas demasiado". El Diccionario Ilustrado de Sexo se refiere a esto como un Dutch treat. 
La conexión entre las relaciones y la interpretación de un dutch oven se ha discutido en dos artículos de periódicos de estudiantes de pregrado y en el libro de relaciones / humor de la actriz Diane Farr The Girl Code .